# 福安坑溪

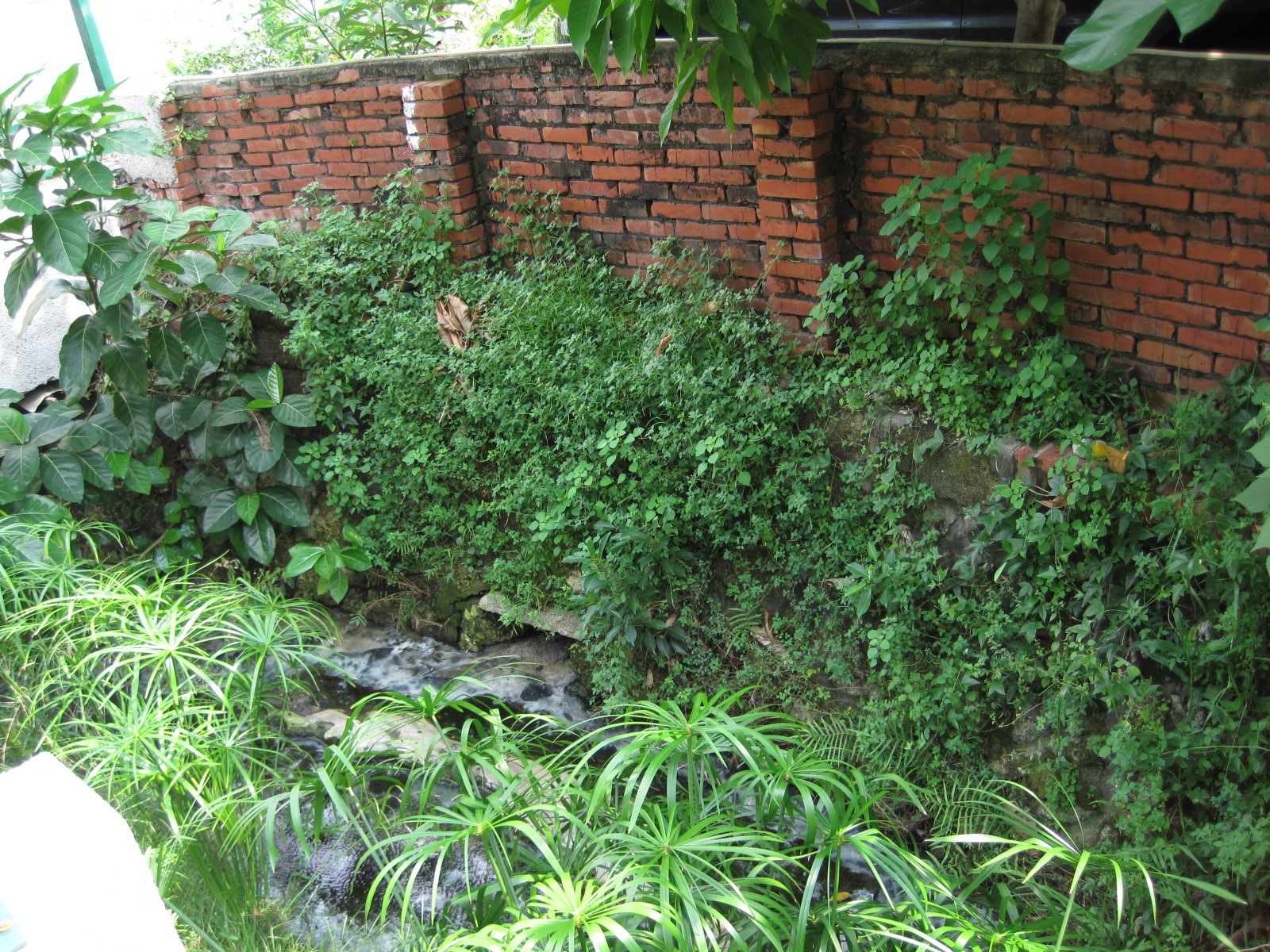
建興國中前僅存的福安坑溪地上段

福安坑溪是臺灣府城城內的兩大溪流之一（另一條是德慶溪），發源於小南門一帶，延平郡王祠所在的山仔尾東端，西流經臺南女中，沿孔廟所在的鷲嶺南坡，流經建興國中、原臺南地院前，於土墼埕流入臺江內海。溪名來自於所流經的福安宮。福安坑溪在清康熙年間，原是鳳山縣的北界。雍正年間，臺灣府城建城，福安坑溪流域原鳳邑轄境改歸臺灣縣，福安坑溪被納入府城寧南坊。:23

## 地景
2015年永福路一段拓寬時，於涵溝施作工程時挖到河堤遺跡，另外在商業區發現從清代存留的三合土河堤遺跡。

## 成功溪
2006年在忠義國小的「原台南武德殿修護工程」的工地挖掘到原先成功溪橋梁的橋面，橋面的出土證實福安坑溪支流的成功溪位置，該橋面已經在現址復原。